# Dziedziczna mięśniakowatość gładkokomórkowa i rak nerkowokomórkowy
Dziedziczne mięśniaki gładkokomórkowe i rak nerkowokomórkowy (ang. syndrome of leiomyomatosis and renal cell carcinoma, hereditary leiomyomatosis and renal cell cancer, HLRCC) – rzadki zespół dziedzicznej predyspozycji do nowotworów, spowodowany mutacją w genie FH w locus 1q42.1 kodującym hydratazę fumaranową. W obrazie klinicznym zespołu HLRCC stwierdza się liczne mięśniaki gładkokomórkowe (leiomyomata) skóry i macicy, a także zwiększoną zapadalność na raka brodawkowatego nerki. Dziedziczenie jest autosomalne dominujące.